# Мелікджанли
Мелікджанли або Мелікашен (азерб. Melikcanlı, вірм. Մելիքաշեն) — село у Ходжавендському районі Азербайджану.
Село розташоване на схід від міста Гадрут, на північ від села Айгестан та на південь від села Булутан.

## Історія
У 1993 році село було захоплено збройними силами Вірменії.
14 жовтня 2020 року внаслідок поновлених зіткнень у Карабасі село було звільнене Національною армією Азербайджану.

## Пам'ятки
У селі розташована церква 19 ст. та цвинтар 17-20 ст.